# Kikonok
A kikonok ókori trák nép a Hebrus mellett. Homérosz említi őket az Odüsszeiában, ahol Odüsszeusznak volt egy veszedelmes kalandja velük. 
Rajta, viszontagságos utam hadd mondom el immár,

mit Zeusz mért rám, hogy Trójából útnakeredtem.

Ílion aljáról a kikón nép Iszmaroszához

vitt el a szél. Azt földúltam, leölettem a népét;

onnan az asszonyokat, sok kincset kézrekerítve

osztoztunk, hogy senki jogán csúf csorba ne essék
Hérodotosz is említést tesz róluk:
…a Doriszkoszba érkező hajókat arra a partra vitték, ahol a szamothrakéi Szalé és Zóné városa, távolabb pedig a nevezetes Szerrheion-hegyfok emelkedik. Ez a vidék valaha a kikonok birtoka volt.